# 小行星3959
小行星3959（英語：3959 Irwin）是一颗围绕太阳公转的小行星。1954年10月28日，印第安纳大学在摩根县发现了此天体。
这颗小行星的绝对星等为198.0789734179676等。